# Peter Carmeliet
Peter Frans Martha baron Carmeliet, né le 8 décembre 1959 à Louvain, est un médecin belge, professeur à la Katholieke Universiteit Leuven (Louvain, Belgique). Il est également directeur adjoint au département de technologie transgénique et thérapie génique du Vlaams Instituut voor Biotechnologie (nl) (VIB). Parmi ses intérêts de recherche figurent la vasculogenèse (en), l'angiogenèse et le facteur de croissance de l’endothélium vasculaire.

## Prix et distinctions
- 2002 : Prix Francqui en sciences biologiques et médicales
- 2005 : Prix de la santé Artois-Baillet Latour (avec Désiré Collen (en))
- 2010 : Prix Ernst Jung (en) en médecine
- 2018 : Concession de noblesse héréditaire avec le titre personnel de baron[1]